# Batrachosauria
Batrachosauria (Kikkersauriërs) is een naam gegeven aan reptielachtige amfibieën uit de Carboon en Permperioden. De term wordt ook gebruikt om ze te onderscheiden van de  amnioten, die zeer nauw verwant aan hen zijn. In de huidige cladistische overzichten is de  Batrachosauria een zusterordeclade van de Anthracosauroidea.
Kenmerken van de beesten zijn: 
- Een verlaagd intercentrum
- Grote hondachtige maxillaire hoektanden